# Алме
Алмѐ (на италиански и на ломбардски: Almè) е градче и община в Северна Италия, провинция Бергамо, регион Ломбардия. Разположено е на 294 m надморска височина. Населението на общината е 5612 души (към 2017 г.).